# 야마키타역
야마키타역(일본어: 山北駅)은 일본 가나가와현 아시가라카미군 야마키타정에 있는 도카이 여객철도 고텐바 선의 역이다. 섬식 승강장 1면 2선의 구조를 지닌 지상역이다.

## 타는 곳
| 1 | ■ 고텐바 선 | 상행 | 마쓰다 · 고즈 방면   | 다만 이 역 시발은 2번 선 |
| 2 | ■ 고텐바 선 | 하행 | 고텐바 · 누마즈 방면 | 일부 열차는 1번 선       |

## 이용 현황
| 연도     | 하루 평균 승차 인원 | 연도     | 하루 평균 승차 인원 |
| 1995년도 | 1,134               | 2002년도 | 883                 |
| 1996년도 | 1,102               | 2003년도 | 856                 |
| 1997년도 | 1,042               | 2004년도 | 812                 |
| 1998년도 | 1,008               | 2005년도 | 820                 |
| 1999년도 | 975                 | 2006년도 | 806                 |
| 2000년도 | 953                 | 2007년도 | 799                 |
| 2001년도 | 930                 | 2008년도 | 791                 |
| -------- | ------------------- | -------- | ------------------- |

## 역 주변
- 야마키타 정청
- 야마다 정 주오 공민관
- 국도 제246호선
- 도메이 고속도로

## 인접 정차역
| 도카이 여객철도 고텐바 선 | 도카이 여객철도 고텐바 선 | 도카이 여객철도 고텐바 선 |
| ------------------------- | ------------------------- | ------------------------- |
| 히가시야마키타 고즈 방면  | ■ 고텐바 선               | 야가 누마즈 방면          |